# Les Fils de Fierro
Pour plus de détails, voir Fiche technique et Distribution.
Les Fils de Fierro (Los hijos de Fierro) est un film argentin réalisé par Fernando Solanas, sorti en 1978.
C'est l’adaptation du poème épique Martín Fierro  composé en 1872 par José Hernández.

## Fiche technique
- Titre original : Los hijos de Fierro
- Titre français : Les fils de Fierro
- Réalisation : Fernando Solanas
- Scénario : José Hernández et Fernando Solanas
- Photographie : Juan Carlos Desanzo
- Montage : Luis César D'Angiolillo
- Musique : Roberto Lara et Alfredo Zitarrosa
- Pays d'origine : Argentine
- Format : Noir et blanc - 35 mm
- Genre : drame
- Durée : 134 minutes
- Date de sortie : 1978

## Distribution
- Julio Troxler : le fils ainé
- Antonio Ameijeiras : le fils cadet
- Juan Carlos Gené : El Negro
- Martiniano Martínez : Picardía
- César Marcos : Pardal
- Sebastián Villalba : Angelito
- Jorge De La Riestra : Vizcacha
- Arturo Maly : Cruz
- Oscar Matarrese : le commandant
- Mari Tapia : Alma
- Herminia Martínez : Teresa
- Lidia Masaferro : Elvira
- Aldo Barbero : Relator
- Fernando Vegal : Martín Fierro (voix)